# 自由孔社区
自由孔社区，原名峙后孔，也作寺后孔，是中华人民共和国浙江省杭州市萧山区临浦镇下辖的一个社区级行政单位。自由孔社区位于临浦镇集镇西，东至峙山西路，南临浦阳江，西至临浦镇初级中学，北连西苑小区，总计0.44平方公里。1998年拆村建居，现已融入集镇区。

## 历史
该地因位于峙山后，以孔氏聚居，故名峙后孔；觉山孔氏，是当地代表的一支孔氏。民国16年（1927年）成立农民协会后，改名为自由孔。1998年轉爲居民村，2005年改爲社區，現在已融入集鎮區，爲首批由農業行政村轉爲集鎮居民村的社區之一。